# Villemoisan
Villemoisan korábbi község Franciaország Loire mente régiójában, Maine-et-Loire megyében. 2016. december 15-én La Cornuaille és Le Louroux-Béconnais  korábbi községgel egyesült és Val d’Erdre-Auxence új község része lett.
Lakosainak száma 679 fő (2018. január 1.). Villemoisan Bécon-les-Granits, Champtocé-sur-Loire, Le Louroux-Béconnais, Saint-Augustin-des-Bois, Saint-Sigismond és Ingrandes-le-Fresne-sur-Loire községekkel határos.

## Népesség
A település népessége az elmúlt években az alábbi módon változott:
| Lakosok száma | 520  | 500  | 464  | 476  | 495  | 571  | 620  | 636  | 669  | 679  |
|               | 1968 | 1975 | 1982 | 1990 | 1999 | 2006 | 2011 | 2013 | 2017 | 2018 |